# Терехов, Семён Андреевич
Те́рехов Семён Андре́евич (род. 28 января 2002, Челябинск, Россия) — российский хоккеист, нападающий системы хоккейного клуба «Ак Барс», выступающего в КХЛ.

## Карьера
Семён Терехов родился в Челябинске, где и начал заниматься хоккеем.
Дебютировал в Молодежной хоккейной лиге (МХЛ) в 2020 году за хоккейный клуб «Ирбис» из Казани.
В сезоне ВХЛ 2020/2021 дебютировал во Всероссийской хоккейной лиге (ВХЛ) в составе хоккейного клуба «Барс».
В Континентальной Хоккейной Лиге (КХЛ) он впервые выступил 13 ноября 2022 года за «Ак барс» в матче против «Авангарда», в котором его команда потерпела поражение со счётом 3:4. По окончании сезона стал серебряным призёром Кубка Гагарина.
В сезоне ВХЛ 2023/24 стал обладателем Кубка Петрова в составе альметьевского «Нефтяника».
Младший брат Степан также хоккеист.

## Достижения
- Серебряный призёр Кубка Гагарина: 2023
- Обладатель Кубка Петрова: 2024